# Antyfidanty

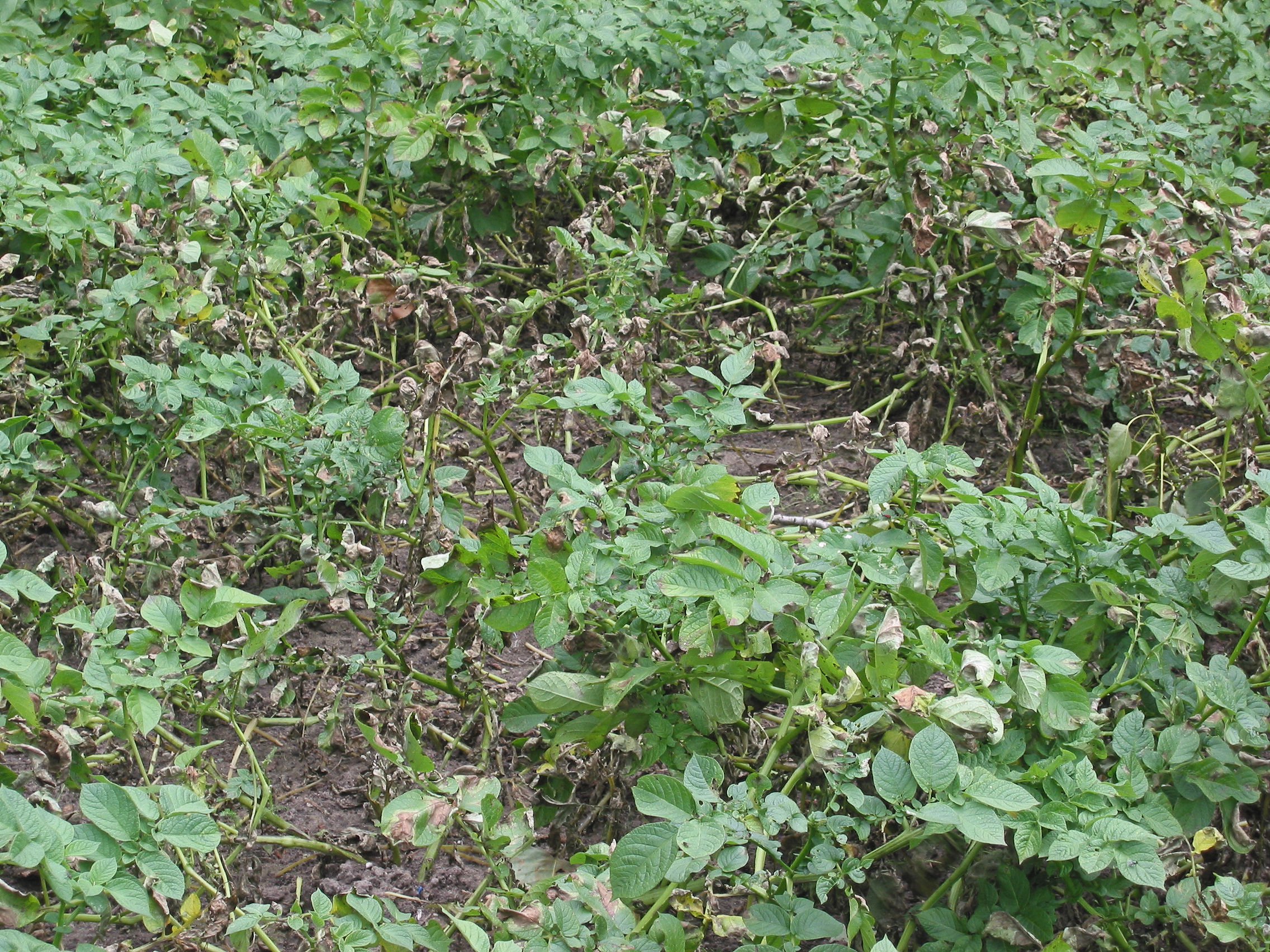
Zaraza ziemniaczana na liściach ziemniaka

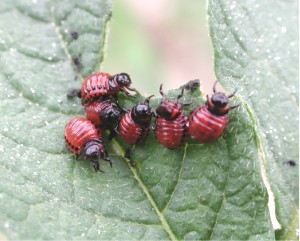
Zwalczając zarazę fentinacetatem równocześnie można się pozbyć stonki ziemniaczanej

Antyfidanty – związki chemiczne hamujące żerowanie fitofagów lub składanie jaj, lecz nie odstraszające i nie zabijające ich.
Ich stosowanie zaliczane jest do biologicznych (ekologicznych) metod ochrony roślin i plonów. Pierwotne antyfidanty były uzyskiwane z roślin, które broniąc się przed zgryzaniem przez szkodniki, produkowały związki chemiczne mu szkodzące, na co ewolucyjną reakcją szkodnika było zwiększanie na nie tolerancji. W efekcie między rośliną a jej pasożytem (także inną rośliną rosnącą w pobliżu) wytwarza się stan równowagi. W obu populacjach można zawsze znaleźć: po stronie broniącego się osobniki produkujące więcej/mniej antyfidanta, natomiast po stronie atakującego osobniki bardziej/mniej na niego odporne.
Zgodnie z nowoczesnymi zasadami ochrony roślin, nie dąży się do całkowitej eliminacji szkodnika, lecz jedynie do ograniczenia jego ilości poniżej progu szkodliwości gospodarczej. Antyfidanty spełniają swoją rolę ochronną nie szkodząc organizmom postronnym. Pierwszymi antyfidantami zastosowanymi w ochronie roślin, były glikozydy wyizolowane z łodyg psiankowatych: demisyna, solanina oraz tomatyna. Zostały one wykorzystane przeciw stonce ziemniaczanej. Fentinacetat (związek z grupy fungicydów) stosowany przeciw zarazie ziemniaczanej ma równocześnie właściwości antyfidanta zmniejszającego szkody wywołane przez stonkę ziemniaczaną. Stosunkowo uniwersalnym antyfidantem jest acetoanilid dwumetylotriazenowy chroniący między innymi kapustę przed gąsienicami bielinka rzepnika.